# 蘇州号碼

蘇州号碼

蘇州号碼（そしゅうごうま、中国語: 蘇州碼子、拼音: Sūzhōu mǎzǐ スーチョウマーヅー）は、中国江南地方の蘇州で生まれたとされる数字である。算木に由来する。
蘇州号碼は十進記数法の数字であり、現在はほとんど使われていない。
「蘇州碼子」（スーチョウマーズ）、「花碼」（ホワマー）、「碼子」（マーズ）、「草碼」（ツァオマー）などとも呼ばれる。

## 記法
1, 2, 3には縦式と横式の二種があり、これらが二つ以上並ぶときは縦式と横式を交互に使う。9には「夂」「攵」「文」などのような複数の字体がある。

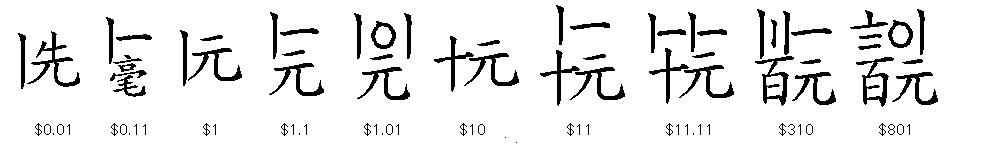
通貨単位と組み合わせた蘇州号碼

先（仙）、毫、元などの通貨単位と組み合わせ書かれる場合、数字が1文字であれば単位の左に書き、2文字以上であれば単位の上に書く。十、百、千、萬などの位は通貨単位の左に書く。数字の位は、下の左端に書かれた位に対応する。

## 歴史
算木は当初は計算具だけであったが、やがて紙に筆写して記録に残すようになった。南宋の時代には〇も書くようになった。また同時期に、筆写の時に画数を減らした新しい算木数字が現れた。これが変化したのが蘇州号碼である。
|          |      | 0  | 1  | 2  | 3  | 4  | 5  | 6  | 7  | 8  | 9  |
| -------- | ---- | -- | -- | -- | -- | -- | -- | -- | -- | -- | -- |
| 算木     | 縦式 |    |    |    |    |    |    |    |    |    |    |
| 算木     | 横式 |    |    |    |    |    |    |    |    |    |    |
| 蘇州号碼 | 縦式 | 〇 | 〡 | 〢 | 〣 | 〤 | 〥 | 〦 | 〧 | 〨 | 〩 |
| 蘇州号碼 | 横式 | 〇 | 一 | 二 | 三 | 〤 | 〥 | 〦 | 〧 | 〨 | 〩 |

その後、算用数字として徐々に普及し、帳簿の記録や値段表示などの商業でも欠かせない数字として、主に民国時代まで使われた。その後アラビア数字に押され衰退した。
現在はわずかに香港、マカオなどの市場での価格表示や、ミニバスの運賃表示に使われている程度でしか見ることができない。

## 各国における使用

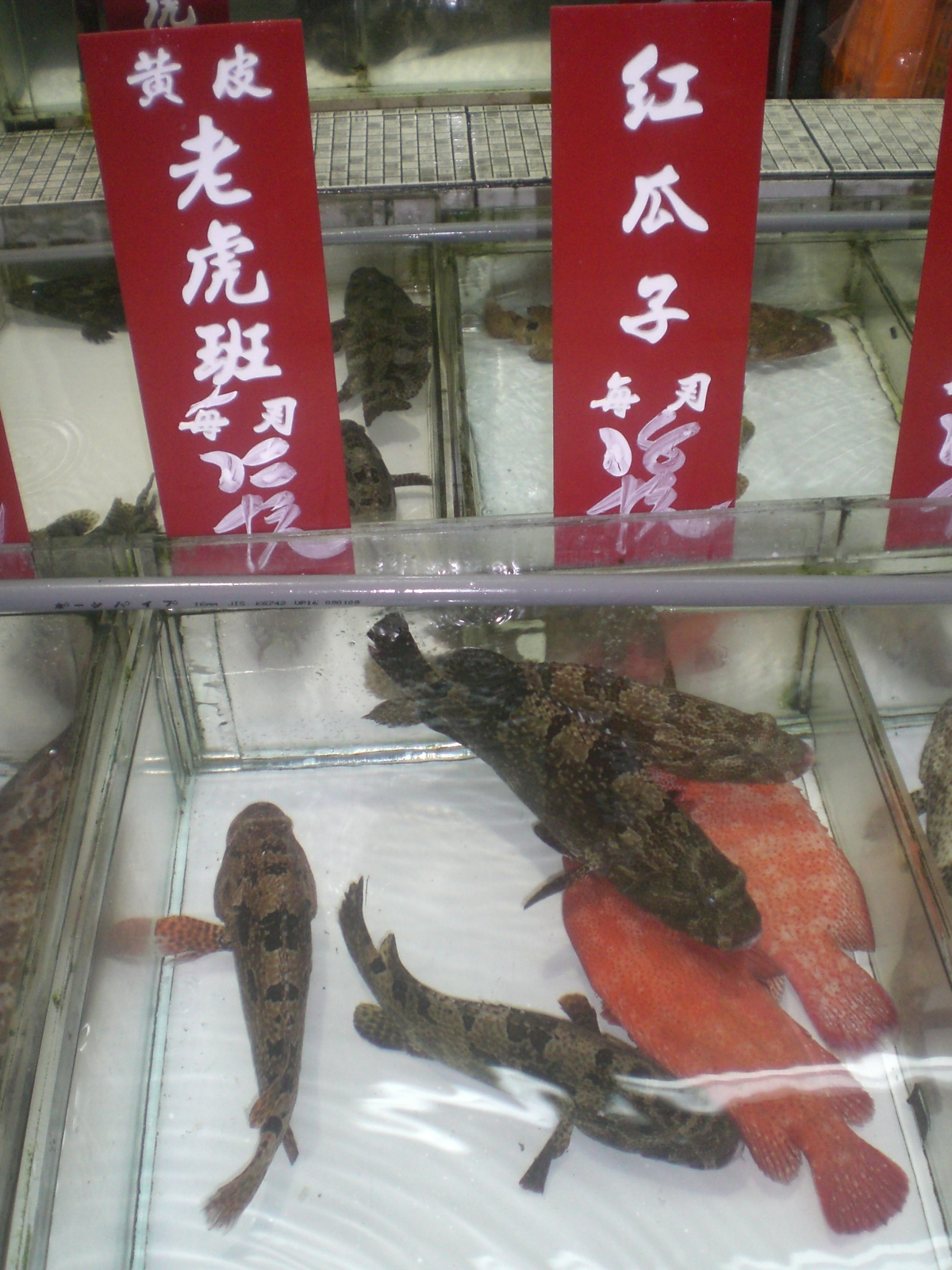
香港の海鮮料理店のアカマダラハタとアザハタの単価表示。毎両12元と15元。

香港やマカオでは、現在も使用が続いている。20世紀前半までには、住所の番地表示などにも使用され、郵便物のあて先にも用いられた。香港の茶餐廳で、伝票代わりのメモ用紙に金額を書く場合にも用いられる場合がある。
台湾では台湾語で「菁仔碼」（チェーアベー (tshenn-á-bé)、チーアマー (tshinn-á-má)）と呼ばれて使用された。「菁仔」はビンロウを意味する。
日本でも20世紀の塗装や流通などの業界で、数字表示の暗号として用いられたことがある。
琉球王国の一部では「蘇州碼」（すうちゅうま、あるいはスーチューマ）と称する、商業用途の数字が用いられた時期があるが、蘇州号碼とは別のもので、字体の共通性はない。また、与那国島のカイダー字とも共通性はない。

## 電算化

### 国家標準
台湾の Big5、CNS 11643 に、1から9まで（1～3は縦式）が収録されている。
最初の版である CNS 11643-1986 では、10・20・30も収録されていたが、いずれものちに漢数字に統合された。蘇州号碼の10と30だった符号位置には現在は文字が割り当てられていない。蘇州号碼の20だった符号位置には、漢数字の20「卄」が割り当てられている。（Big5も版は未詳だが同様）
中国の GB 2312 や GB 12345 にはない。

### Unicode
Unicode では、CJKの記号及び句読点のブロックに含まれるU+3021 から U+3029 のコードポイントに 1 から 9 まで（1～3は縦式）の基本字が割り当てられている。
1～3の横式「一」「二」「三」、「〇」、「十」「百」「千」「萬」など桁を示す字は漢数字を使用する。
10、20、30 については漢数字の「十」「卄」「卅」以外に U+3038 から U+303A に同様の文字のコードが別途割り当てられているが、これは既存のコード（この場合はBig5と CNS 11643）との互換性のためだけに収録された互換文字であり、漢数字を使うことが好ましい。
規格では正しいSuzhou numeralsではなく、誤ってHangzhou numerals（Hangzhou = 杭州）と呼ばれていたが、由来は不明である。Unicode標準で "Hangzhou" と言及されていた箇所は "Suzhou" に訂正されたが、文字名自体は、Unicode安定性の方針により、いったん指定されると変更できないためそのままとなった。
|           | 1     | 2     | 3     | 4     | 5     | 6     | 7     | 8     | 9     | 10    | 20    | 30    |
| --------- | ----- | ----- | ----- | ----- | ----- | ----- | ----- | ----- | ----- | ----- | ----- | ----- |
| 蘇州号碼  | 〡    | 〢    | 〣    | 〤    | 〥    | 〦    | 〧    | 〨    | 〩    | 〸    | 〹    | 〺    |
| Unicode   | 3021  | 3022  | 3023  | 3024  | 3025  | 3026  | 3027  | 3028  | 3029  | 3038  | 3039  | 303A  |
| Big5      | A2C3  | A2C4  | A2C5  | A2C6  | A2C7  | A2C8  | A2C9  | A2CA  | A2CB  | A2CC  | A2CD  | A2CE  |
| CNS 11643 | 12435 | 12436 | 12437 | 12438 | 12439 | 1243A | 1243B | 1243C | 1243D | 1243E | 1243F | 12440 |